# Macaranga mellifera
Macaranga mellifera är en törelväxtart som beskrevs av David Prain. Macaranga mellifera ingår i släktet Macaranga och familjen törelväxter. Inga underarter finns listade i Catalogue of Life.